# César Hinostroza
César José Hinostroza Pariachi (Jauja, 28 de setembro de 1956) é um juiz e advogado peruano que foi juiz da Suprema Corte do Peru de 2 de janeiro de 2017 até sua fuga do país em 11 de julho de 2018, em meio à crise política peruana. Ele é conhecido por estar envolvido no caso CNM Audios ou "Os Colarinhos Brancos do Porto", o escândalo de corrupção que o levou à fuga.
De janeiro de 2017 a julho de 2018, assumiu a presidência da Segunda Câmara Penal Transitória da Suprema Corte de Justiça da República do Peru. Em dezembro de 2015 foi nomeado Juiz Supremo Chefe. Também foi Presidente do Superior Tribunal de Justiça de Callao.
A partir de julho de 2018, foi aberta uma investigação após terem sido descobertas algumas gravações de áudio em que vários membros do poder judiciário estariam envolvidos em tráfico de influência e corrupção. Em 18 de outubro de 2018, as autoridades peruanas confirmaram que o ex-juiz fugiu para Espanha, onde foi detido no dia seguinte na sequência de um mandado de detenção emitido pela Interpol. Em 11 de abril de 2019, Hinostroza foi libertado provisoriamente enquanto seu processo de extradição era resolvido.